# Do You Love Your Mom and Her Two-Hit Multi-Target Attacks?
Do You Love Your Mom and Her Two-Hit Multi-Target Attacks? (яп. 通常攻撃が全体攻撃で二回攻撃のお母さんは好きですか? Цу:дзё: Ко:гэки га Дзэнтаи Ко:гэки дэ ни Каи Ко:гэки но Ока:-сан ва Суки Дэсука?, «Ты любишь маму, чья базовая атака — двойные удары по множественным целям?») — ранобэ авторства Датимы Инаки с иллюстрациями Поти Ииды, выпускавшееся издательством Fujimi Shobo с 20 января 2017 года по 17 апреля 2020 года. Ещё до начала публикации 10 января 2017 года серия получила первый приз ежегодной премии Fantasia Grand Prize от Fujimi Shobo.
На основе сюжета оригинального произведения были осуществлены несколько адаптаций в другие медиа-форматы. 26 сентября 2017 года в журнале Young Ace Up издательства Kadokawa Shoten была начата сериализация одноимённой манги, иллюстрированной мангакой Мэйтя. 21 октября 2018 года состоялся анонс предстоящей аниме-адаптации романа, работа над которой была доверена студии J.C.Staff. Режиссёром-постановщиком картины выступил Ёсиаки Ивасаки, ранее известный по сериалам «С любовью, Хина» и The Familiar of Zero. Роль сценариста досталась Дэко Акао, дизайнера персонажей — Ёхэю Яэгаси. Музыкальное сопровождение было написано композитором Кэйдзи Инай. Открывающая композиция сериала «Iya yo Iya yo Mosuki no Uchi» была исполнена Spira Spica, закрывающая «Tsuujou Kougeki ga Zentai Kougeki de ni Kai Kougeki Mama» — сэйю Аи Каяно. 13 июля 2019 года показ картины стартовал на различных телеканалах Японии.

## Сюжет
Школьник Масато Осуки, недовольный чрезмерной опекой своей матери Мамако, при любом удобном случае пытается сбежать от неё, погружаясь в мир компьютерных игр, однако даже там мать пытается не отставать от него. Однажды Масато решил принять участие в бета-тестировании MMORPG с эффектом виртуальной реальности и получил после регистрации в ней класс «обычный герой». К удивлению Масато его мать, также вошедшая в эту игру, получает в качестве стартового оружия два меча, уничтожающие разом орды врагов. Дальнейшее развитие сюжета происходит во время совместной игры матери и сына.

## Персонажи
Мамако Осуки (яп. 大好 真々子 О:суки Мамако)
Сэйю: Аи Каяно
Масато Осуки (яп. 大好 真人 О:суки Масато)
Сэйю: Харуки Исия

## Критика
Стартовые серии аниме-сериала получили сдержанные оценки от рецензентов портала Anime News Network. На взгляд критика Терона Мартина, сериал относится к жанру исэкай с комедийной составляющей, построенной на взаимоотношениях Масато и Мамако. По словам другого обозревателя, Джеймса Беккета, зрителя потенциально может отпугивать намёк в названии на наличие эдипового комплекса в отношениях матери и сына, однако первые серии картины удерживаются в рамках стандартных семейных отношений. Беккет отметил, что действие сосредотачивается преимущественно на фигуре Мамако, однако, по его мнению, юмор сериала был бы более смешным, если бы главная героиня была изображена в соответствии со своим реальным возрастом (т.е. старше тридцати лет), а не как «девушка из двухтысячных, косплеящая маму». Критик счёл этого персонажа целиком отданным на откуп фансервису и самым слабым звеном всей картины. Рецензент Пол Дженсен также отметил, что данному сериалу «будет лучше сохранить светлое и глупое настроение», а не пытаться развивать драматическую часть.